# Betaeus macginitieae
Betaeus macginitieae is een garnalensoort uit de familie van de Alpheidae. De wetenschappelijke naam van de soort is voor het eerst geldig gepubliceerd in 1964 door J.F.L. Hart.